# Fußball-Verbandspokal 2005/06
Über den Fußball-Verbandspokal 2005/06 wurden die Teilnehmer der 21 Landesverbände des DFB am DFB-Pokal 2006/07 ermittelt. Die Sieger der Verbandspokale waren zur Teilnahme an der ersten Runde des DFB-Pokals berechtigt. Die drei Landesverbände mit den meisten Herrenmannschaften im Spielbetrieb – Bayern, Niedersachsen und Westfalen – entsendeten zusätzlich jeweils den unterlegenen Finalisten. Somit qualifizierten sich 24 Amateurvereine über die Verbandspokale für den nationalen Pokalwettbewerb.

## Endspielergebnisse
Die Tabelle gibt eine Übersicht über die Verbandspokal-Endspiele der Saison 2005/06. Die Abkürzungen hinter den Vereinsnamen stehen für die Spielklassenzugehörigkeit der gleichen Saison: RL = Regionalliga, OL = Oberliga, VL = Verbandsliga, LL = Landesliga.
| Verbandspokal-Endspiele (Saison 2005/2006) |                               |                             |                              |                      |
| Verband | Pokal                         | Sieger                      | Finalist                     | Ergebnis             |
| Baden | BFV-Hoepfner-Cup              | SV Sandhausen (OL)          | Karlsruher SC II (RL)        | 4:1 n. V.            |
| Bayern 1 | Bayerischer Toto-Pokal        | TSG Thannhausen (LL)        | SpVgg Bayreuth (RL)          | 2:1                  |
| Berlin | Berliner-Pilsner-Pokal        | Tennis Borussia Berlin (OL) | Hertha BSC II (RL)           | 2:1 n. V.            |
| Brandenburg | Brandenburgischer Landespokal | SV Babelsberg 03 (OL)       | MSV Neuruppin (OL)           | 2:1                  |
| Bremen | Lotto-Pokal                   | FC Bremerhaven (VL)         | Brinkumer SV (OL)            | 4:3                  |
| Hamburg | ODDSET-Pokal                  | FC St. Pauli (RL)           | Meiendorfer SV (OL)          | 7:0                  |
| Hessen | Hessen-Pokal                  | SV Darmstadt 98 (RL)        | FSV Frankfurt (OL)           | 2:1                  |
| Mecklenburg-Vorpommern | Mecklenburg-Vorpommern-Pokal  | Hansa Rostock II (OL)       | FSV Bentwisch (VL)           | 2:1                  |
| Mittelrhein | FVM-Pokal                     | Alemannia Aachen II (OL)    | Bayer 04 Leverkusen II (RL)  | 2:1                  |
| Niederrhein | Diebels-Niederrheinpokal      | SSVg Velbert (OL)           | Wuppertaler SV Borussia (RL) | 1:0                  |
| Niedersachsen 1 | NFV-Pokal                     | BV Cloppenburg (OL)         | VfL Osnabrück (RL)           | 2:2, 6:4 i. E.       |
| Rheinland | Bitburger-Rheinlandpokal      | TuS Koblenz (RL)            | SG Roßbach/Verscheid 2 (VL)  | 2:0                  |
| Saarland | Saarlandpokal                 | FC 08 Homburg (OL)          | FC Kutzhof (VL)              | 3:1 n. V.            |
| Sachsen | ODDSET-Pokal                  | Chemnitzer FC               | VFC Plauen                   | 1:0                  |
| Sachsen-Anhalt | ODDSET-Pokal                  | 1. FC Magdeburg (OL)        | SV 09 Staßfurt (LL)          | 1:0                  |
| Schleswig-Holstein | SHFV-Lotto-Pokal              | VfB Lübeck (RL)             | TSV Kropp (OL)               | 4:0                  |
| Südbaden | SBFV-Rothaus-Pokal            | SC Pfullendorf (RL)         | FC Denzlingen (VL)           | 2:0 n. V.            |
| Südwest | Bitburger-Verbandspokal       | FK Pirmasens (OL)           | 1. FSV Mainz 05 II (OL)      | 2:1                  |
| Thüringen | ODDSET-Landespokal            | FC Carl Zeiss Jena (RL)     | 1. FC Gera 03 3 (LL)         | 4:2                  |
| Westfalen 1 | Krombacher-Pokal              | Westfalia Herne (OL)        | Delbrücker SC (OL)           | 6:4                  |
| Württemberg | wfv-Verbandspokal             | Stuttgarter Kickers (RL)    | SSV Ulm 1846 (OL)            | 3:3 n. V., 7:6 i. E. |
| 1 Aus den drei Landesverbänden mit den meisten Herrenmannschaften im Spielbetrieb (Bayern, Niedersachsen, Westfalen) nahm zusätzlich der unterlegene Pokalfinalist am DFB-Pokal teil. 2 Aus Rheinland nahm der SV Roßbach/Wied als unterlegener Pokalfinalist am DFB-Pokal teil, da der Pokalsieger TuS Koblenz bereits über die Regionalligen für die Endrunde qualifiziert war. 3 Aus Thüringen nahm der 1. FC Gera 03 als unterlegener Pokalfinalist am DFB-Pokal teil, da der Pokalsieger FC Carl Zeiss Jena bereits über die Regionalligen für die Endrunde qualifiziert war. |                               |                             |                              |                      |